# Hjulmager
Hjulmager eller hjulmand var gamle karetmager-håndværk, hvor træsmede lavede hjul og vogne.
En hjulmager kaldes også karetmager, skønt der muligvis oprindeligt har været en opdeling. Hjul- og karetmager er en hyppigt anvendt betegnelse for fagets udøvere, der i lighed med flere andre fag er på gravens rand.

## Ekstern henvisning
- http://www.baskholm.dk/haandbog/haandbog.html Arkiveret 16. september 2008 hos  Wayback Machine

| Job | Spire Denne artikel om et job eller en stillingsbetegnelse er en spire som bør udbygges. Du er velkommen til at hjælpe Wikipedia ved at udvide den. |